# Pin-Up Went Down
Pin-Up Went Down est un groupe de musique expérimentale français, originaire de Rouen. Mêlant art rock, heavy metal, musique avant-gardiste et pop, il est composé d'Alexis Damien (ex-Wormfood ; ex-batteur live du groupe Carnival in Coal, Void Paradigm, Manhattan Diy), de son frère Nicolas (claviers, composition sur certains titres) et d'Asphodel (ex-Penumbra). Le label britannique Ascendance Records publie les deux premiers albums du groupe : 2 Unlimited en mai 2008 et 342 en juillet 2010, distribués par Plastic Head.

## Biographie
Pin-Up Went Down est formé en 2006, initialement comme one-man band dirigé par Alexis Damien, membre des groupes Carnival in Coal et Wormfood, identifié par le surnom de Esthete Piggie. Alexis est ensuite rejoint par la chanteuse et photographe Aurélie « Asphodel » Raidron, ancienne participante à d'autres projets comme le groupe de metal gothique Penumbra, Howdy Effect et Nowonmai, et le groupe change de nom pour Pin-Up Went Down.
À la fin de 2007, le groupe signe avec le label Ascendance Records. Le 28 mars 2008, le duo publie son premier album studio, 2 Unlimited. L'album, qui mêle plusieurs genres musicaux incluant power pop, metal progressif, death metal, funk, metal symphonique et gospel, est bien accueilli par la presse spécialisée,,. Deux ans plus tard, le 28 juin 2010, leur deuxième album, 342, est publié chez Ascendance ; il comprend un style musical moins conventionnel,  il est aussi très bien accueilli par la presse spécialisée. 
En 2012, le groupe publie sur sa page Bandcamp l'EP B-Sides, avec cinq titres inédits. Au début de 2013, le groupe commence à travailler sur son troisième album, Perfreaktion ; cependant, Asphodel annonce son départ en janvier 2014 afin de se consacrer à d'autres projets, peu de temps après avoir formé le duo öOoOoOoOoOo (prononcé Chenille), avec Baptiste Bertrand. Ils travaillent ensuite sur un premier album, intitulé Samen, sorti le 21 octobre 2016 chez Apathia Records.
Alexis participe à d'autres projets Jazz ou Rock et compose des albums pour Revolt Music Production, un label américain de musique à destination de l'audio-visuel.
En Automne 2019, il annonce son nouveau groupe : No Terror In The Bang, un groupe de Cinematic Rock-Metal.

## Membres

### Membres actuels
- Alexis Damien — chant, guitare, basse, claviers, piano, batterie, production (depuis 2006)
- Nicolas Damien — claviers (depuis 2010)

### Anciens membres
- Aurélie « Asphodel » Raidron — chant (2006–2012)